# Socialna gerontologija
Socialna gerontologija je multidisciplinarno področje, ki se specializira v preučevanju in delu s starostniki. Socialni gerontolog lahko ima izobrazbo ali usposabljanje v socialnem delu,zdravstveni negi, psihologiji,  sociologiji, demografiji, gerontologiji ali v ostalih družboslovnih disciplinah. Socialni gerontologi so odgovorni za izobraževanje in raziskovanje vzrokov stanj, v katerih se znajdejo starejši.
Ker vprašanje življenjske dobe in podaljševanje življenjske dobe potrebuje numerološke prikaze, se veda prekriva z 
demografijo
. Se pa študija demografije življenjske dobe človeka razlikuje od socialne demografije staranja.

## Socialno delo s starejšimi
Socialno delo s starejšimi, poznano tudi kot socialno delo z ostarelimi, se šteje kot mikro in makro praksa dela s starejšimi od 60 oz. 65 let, njihovimi družinami, z okoljem, s smernicami povezanimi s staranjem in z raziskovanjem staranja. Socialni delavci starejših običajno ponujajo svetovanje, neposredno pomoč, koordinacijo nege občanov, načrtovanje skupnosti in zagovorništvo na področju agencij, organizacij vključujoč privatne prakse na domu, v soseskah, bolnišnicah, domovih starejših občanov, hospic centrih, domovih za ostarele, onkoloških inštitutih in stanovanjskih kompleksih za starejše.
Na makro ravni socialni delavci starejših delajo v okviru Ministrstva za zdravje, društev za zaščito starejših in v šolstvu.

## Socialne teorije staranja
Kot meni Dannefer, je staranje interaktivni proces, v katerem okolje vpliva na posameznika, prav tako pa posameznik vpliva na okolje v katerem se on stara. Razvijajo se številne teorije staranja, ki preučujejo proces staranja starejših v družbi, kakor tudi kako si moški in ženske ta proces razlagajo.

### Teorija dejavnosti
Teorijo dejavnosti so razvili Cavan, Havighurst in Albrecht. Ta teorija pravi, da je samopodoba starejših odvisna od družbenih interakcij. Da bi morala starejših bila višja, moramo nadomestiti izgubljene vloge starejših. Primer izgubljene vloge je lahko upokojitev iz službe ali pa izguba partnerja.
Aktivnost je bolj dobrodošla od neaktivnosti, saj izboljšuje počutje na več nivojih. Zaradi izboljšanega splošnega zdravstva starejše populacije, je aktivnost mnogo lažje zagotoviti, kot pred šestimi desetletji, ko je Havighurst predlagal to teorijo. Teorijo dejavnosti je možno vpeljati v stabilno, post-industrijsko družbo, ki nudi starejšim veliko priložnosti za smiselno udeležbo. Slabost: Nekateri starejši ne morejo vzdrževati aktivnega stila življenja zaradi telesnih omejitev, pomanjkanja denarja ali pomanjkanja želje po aktivnosti. Mnogi starejši nimajo sredstev za ohranjanje aktivne vloge v družbi. Po drugi strani pa nekateri starejši vztrajajo pri aktivnem življenju, čeprav lahko to povzroča nevarnost njim in ostalim ljudem, na primer vožnja ponoči z omejeno vidljivostjo, ali pa opravljanje vzdrževalnih del na hiši, navkljub hudemu artritisu v kolenih. S takšnimi dejanji zanikajo svoje omejitve in se udeležujejo nevarnih aktivnosti.

### Teorija umika
Teorijo umika sta razvila Cumming in Henry. Po tej teoriji starejši ljudje in okolje pričnejo s postopkom odtujitve drug od drugega.  Primer odtujitve je upokojitev iz službe. Teorija tudi meni, da starejši začnejo izgubljati »ego-energijo« in se vedno bolj zapirajo vase. Na takšen način je vzdrževanje morale veliko bolj zahteven postopek, kot če se starejši trudijo vzdrževati aktivni stil življenja.  Ta teorija je bila deležna kritik, ker bi naj imela napako, in sicer se bi naj starejši, ki ohranjajo aktiven stil življenja, neuspešno privadili na starost.
Postopno umikanje iz družbe in odnosov ohranja socialno ravnotežje in samorefleksijo za starejše, ki so osvobojeni družbenih vlog. Na ta način se zagotavlja prenos znanja, kapitala in moči od starejše generacije na mlade. Tako je možno, da družba funkcionira naprej, tudi ko pomembnejši starejši občani umrejo. Slabost: Ni nikakršnih raziskav in dokazov za potrditev te teorije. Poleg tega, veliko starejših želi ostati vključenih v družbo in aktivnih. Prisilen umik starejših iz družbe je lahko škodljiv za njih, kakor tudi za družbo. To teorijo so gerontologi večinoma ovrgli.

### Teorija kontinuitete
Teorija kontinuitete je zelo zavajajoč koncept. Po eni strani, kontinuiteta lahko pomeni, da ostane enaka, enotna, homogena in nespremenljiva. Ta statičen pogled na kontinuiteto pa ni ravno pravilno prenesti v človeško staranje. Po drugi strani pa dinamičen pogled meni, da kontinuiteta sloni na ideji o osnovni strukturi, ki traja dlje časa, vendar dovoljuje različne spremembe v določenem kontekstu, ki ga poda osnovna struktura. Osnovna struktura je skladna, ima urejeno in logično razmerje delov, ki so prepoznavni in edinstveni in ki nam omogočajo razlikovati to strukturo od ostalih. Z uvedbo koncepta časa, ideje kot so smer, zaporedje, razvoj značaja in zgodba dobijo nov koncept kontinuitete, kot se uporablja za razvoj človeških bitij. V tem članku je dinamičen koncept razvit in vključen v težavo prilagajanja na normalno staranje.
Osrednja predpostavka teorije kontinuitete je, da se pri prilagajanju, odrasli in starejši  trudijo ohraniti obstoječe notranje in zunanje strukture, le-to pa se trudijo doseči z uporabo kontinuitete (na poznanih področjih življenja). V zrelih in starejših letih, se odrasli poslužujejo preteklih izkušenj in uporabljajo kontinuiteto kot primarno strategijo prilagajanja na spremembe povezane z normalnim staranjem. Spremembe so del kontinuitete, saj imajo dostop do preteklosti osebe. Kot rezultat lastnih zaznav, kakor tudi pritiskov iz okolja, so posamezniki, ki se prilagajajo na normalno staranje, nagnjeni in motivirani k notranji, kakor tudi zunanji kontinuiteti socialnega vedenja in okoliščin.
Teorija kontinuitete vidi tako notranjo kot zunanjo kontinuiteto kot robustno zbirko prilagodljivostnih strategij, ki jo podpirajo tako individualne preference, kakor tudi sociološke sankcije. Teorija kontinuitete sestoji iz splošnih  prilagodljivostnih principov, ki bi jih naj ljudje, ki se normalno starajo upoštevali, ter iz specifikacij splošnih primerov iz življenja v katerih bi se ti principi lahko uporabili. Posledično, teorija kontinuitete poseduje ogromen potencial, kot splošna teorija o prilagajanju na staranje posameznikov.

### Teorija stratifikacije starosti
Po tej teoriji, starejši rojeni v različnih časovnih obdobjih tvorijo kohorte, ki definirajo starostne sloje. Znotraj slojev sta dve večji razliki: kronološka starost in zgodovinske izkušnje.  Ta teorija vsebuje dva glavna argumenta: 
1. Starost je mehanizem za uravnavanje vedenja in kot posledica določa dostop do položajev moči.
2. Generacije igrajo pomembno vlogo v procesu družbenih sprememb.[1]

### Teorija življenjskega procesa
Po tej teoriji, ki izvira iz Life Course Perspective (Bengston and Allen, 1993), se staranje dogaja od rojstva do smrti. Staranje vključuje družbene, psihološke in biološke procese. Izkušnje povezane s staranjem so odvisne od zgodovinskih faktorjev starostnega sloja.
Dramatično zmanjšanje smrtnosti, obolevnosti in rodnosti v zadnjih nekaj desetletjih, je tako spremenilo organizacijo poteka življenjskih obdobij in vrste izobraževalnih, delavnih, družinskih in udobnostnih izkušenj, da se je zdaj možno postarati na povsem nove načine. Konfiguracije in vsebina drugih obdobij življenja se je prav tako spremenila, zlasti za ženske. Posledično bodo morale biti teorije starosti in staranja ponovno preučene.

### Teorija kumulativne prednosti/slabosti
Po tej teoriji, ki sta jo razvila Derek Price in Robert Merton leta 1960, podrobno pa jo je preučilo več raziskovalcev, kot npr. Dale Dannefer, imajo neenakosti težnjo, da postanejo bolj izrazite čez celoten proces staranja. Paradigma te teorije se lahko izrazi v reku »bogati postajajo še bogatejši, revni pa revnejši«. Prednosti in slabosti imajo v zgodnjem obdobju življenja velik vpliv na celotno življenje. Prednosti in slabosti v zrelem obdobju življenja, pa imajo neposreden vpliv na ekonomsko in zdravstveno stanje v starejših letih.

### Študij in delo
V Sloveniji je Socialno gerontologijo možno študirati le na eni fakulteti, tj. na Alma Mater Europaea. Je eden od deficitarnih poklicev, v prihodnosti, ko bo delež starejših ljudi večji, pa bo potreba po tem poklicu še narasla.